# I Bruise Easily
I Bruise Easily – piosenka pop stworzona przez Natashę Bedingfield, Andrew Framptona, Wayne’a Wilkinsa i Paula Herman na debiutancki album Bedingfield, Unwritten (2004). Utwór został wydany jako czwarty singel z krążka w Europie, w 2005 roku. Piosenka opowiada o relacjach pomiędzy ludźmi, którzy kończą swoją znajomość.

## Wydanie singla
„I Bruise Easily” został wydany jako czwarty i zarazem ostatni singel z debiutanckiego albumu Bedingfield „Unwritten”. Ponieważ utwór wydano jako ostatni singel z krążka, sukces piosenki nie był tak wielki jak poprzednie osiągnięcia singli. Singel zadebiutował na miejscu #12 na brytyjskim notowaniu przebojów 11 kwietnia 2005. Utwór okupywał listę przebojów przez siedem tygodni.
Mimo iż na Wyspach Brytyjskich utwór stał się popularny o tyle w pozostałych krajach Europy utwór nie cieszył się sukcesem. Singel nie zajął miejsca w Top 40 notowań w Austrii, Niemczech i Szwajcarii.

## Teledysk
Teledysk do singla reżyserowany był przez Matthew Rolstona i premierę miał 28 lutego 2005. Klip zaczyna się w windzie razem z Bedingfield przebraną za gejszę. Po kilku chwilach wychodzi z windy i szuka swojego pokoju hotelowego. Tam siada przed lustrem, aby usunąć swój makijaż oraz perukę odsłaniające wewnętrzny ból jaki odczuwała. Sceny z Natashą śpiewającą na łóżku i ciemnym pokoju pojawiają się w trakcie trwania teledysku.
Klip ukazuje Bedingfield przebraną za gejszę reprezentując przy tym ludzi, którzy podczas rozstania z bliską osobą maskują swoje uczucia. Podczas trwania klipu Natasha usuwa makijaż, a przy okazji odkrywa swoje myśli.

## Listy utworów i formaty singla
Brytyjski CD singel

(Wydany 4 kwietnia 2005)
1. „I Bruise Easily [Wersja singlowa]”
2. „Ain’t Nobody” [featuring Daniel Bedingfield]
3. „You Look Good On Me”
4. „I Bruise Easily [Videoclip]”

Międzynarodowy CD-maxi singel

(Wydany 30 maja 2005)
1. „I Bruise Easily [Wersja singlowa]”
2. „Ain’t Nobody” [featuring Daniel Bedingfield]
3. „You Look Good On Me”
4. „I Bruise Easily [Wersja albumowa]”
5. „I Bruise Easily [Videoclip]”

## Pozycje na listach
| Lista przebojów (2005)   | Najwyższa pozycja |
| ------------------------ | ----------------- |
| Austria Singles Chart    | 46                |
| Holandia Top 40 Chart    | 38                |
| Irlandia Singles Chart   | 17                |
| Niemcy Singles Chart     | 46                |
| Szwajcaria Singles Chart | 52                |
| UK Singles Chart         | 12                |